# Neon Hitch
Neon Hitch (Nottingham, Inglaterra, 25 de mayo de 1986) es una cantante, compositora y música británica. Firmó para el sello de Mike Skinner y Ted Mayhem, The Beats, antes de su cierre.

## Vida y carrera

### Niñez y juventud
Originaria de Nottingham, se mudó al este de Londres, Reino Unido con apenas unos años. Hitch estaba resentida con sus padres debido al nombre que le habían puesto, Neon, y quería cambiárselo a algo más convencional, pero después descubrió que era un nombre muy poco común y que así nadie la confundiría, con lo que decidió adoptar su nombre real como nombre artístico, Neon Hitch.

### 2007–09: Inicios de su carrera
A través de la hermana de Neneh Cherry, Hitch ubicó a Cherry y a su marido Cameron.

### 2010–12:Beg, Borrow, and Steal
Hitch comenzó a grabar su álbum debut, Beg, Borrow, and Steal, en marzo de 2010 con Benny Blanco. El disco llegó a considerarse como acabado, pero no fue lanzado por Warner Bros. Records y terminó siendo desechado.

### 2013-presente:Happy Neon,301 to ParadiseyEleutheromaniac
El 14 de enero de 2013, Hitch lanzó su EP titulado Happy Neon por medio de Billboard.com, el cual fue producido por Happy Perez. En noviembre de 2013, Neon Hitch reveló que ella y su equipo habían desechado el álbum Beg, Borrow, and Steal y que se encontraba grabando un nuevo álbum debut, también anunció el lanzamiento de un nuevo mixtape titulado 301 to Paradise. Hitch lanzó su mixtape 301 to Paradise el 3 de enero de 2014 gratuitamente en su página web, este fue producido por Kinetics & One Love.
El 12 de mayo de 2014, Neon Hitch confirma su 'vuelta a la libertad' rompiendo lazos con Warner Bros. Records a través de un Hangout y anuncia el título de su álbum debut Eleutheromaniac, también anuncia el lanzamiento de los mixtapes Happy Neon y 301 to Paradise en las tiendas en línea el 20 de mayo de 2014.
Finalmente el álbum se llamará Anarchy y se pondrá a la venta el 22 de julio de 2016.

## Discografía

### Álbumes de estudio
| Título  | Detalles del álbum                                         |
| ------- | ---------------------------------------------------------- |
| Anarchy | - Lanzamiento: 22 de julio de 2016 - Discográfica: WeRNeon |

### Mixtapes
| Título          | Detalles del álbum                                                                          |
| --------------- | ------------------------------------------------------------------------------------------- |
| Happy Neon      | - Lanzamiento: 14 de enero de 2013 - Discográfica: Warner Bros. - Formato: Descarga digital |
| 301 to Paradise | - Lanzamiento: 3 de enero de 2014 - Discográfica: Warner Bros. - Formato: Descarga digital  |

### Sencillos
| Canción             | Año  | Posición en listas | Posición en listas | Posición en listas | Álbum   |
| Canción             | Año  | SWE                | US Dance           | US Pop             | Álbum   |
| ------------------- | ---- | ------------------ | ------------------ | ------------------ | ------- |
| "Get Over U"        | 2011 | -                  | -                  | -                  | N/A     |
| "Bag Dog"           | 2011 | -                  | -                  | -                  | N/A     |
| "Fuck U Betta"      | 2012 | 58                 | 1                  | 28                 | N/A     |
| "Gold"              | 2012 | -                  | 1                  | -                  | N/A     |
| "Yard Sale"         | 2014 | -                  | -                  | -                  | N/A     |
| "Sparks"            | 2015 | -                  | -                  | -                  | N/A     |
| "Freedom"           | 2016 | -                  | -                  | -                  | N/A     |
| "Please"            | 2016 | -                  | -                  | -                  | Anarchy |
| "Neighborhood"      | 2016 | -                  | -                  | -                  | Anarchy |
| "Serious"           | 2016 | -                  | -                  | -                  | N/A     |
| "I Know You Wannit" | 2017 | -                  | -                  | -                  | N/A     |
| "Problem"           | 2018 | -                  | -                  | -                  | N/A     |
| "Wall St."          | 2018 | -                  | -                  | -                  | N/A     |

### Colaboraciones con otros artistas
| Año                                                     | Canción | Posición en listas | Posición en listas | Posición en listas | Posición en listas | Posición en listas | Posición en listas | Posición en listas | Álbum                      |
| Año                                                     | Canción | UK                 | AUS                | CAN                | IRL                | NOR                | NZ                 | US                 | Álbum                      |
| ------------------------------------------------------- | ------- | ------------------ | ------------------ | ------------------ | ------------------ | ------------------ | ------------------ | ------------------ | -------------------------- |
| "Follow Me Down" (3OH!3 featuring Neon Hitch)           | 2010    | —                  | —                  | 36                 | —                  | —                  | —                  | 89                 | Almost Alice               |
| "Ass Back Home" (Gym Class Heroes featuring Neon Hitch) | 2011    | 9                  | 1                  | 24                 | 10                 | 15                 | 11                 | 12                 | The Papercut Chronicles II |

### Otras apariciones
| Año  | Canción              | Artista               | Álbum                       | Créditos                    | Ref.         |
| ---- | -------------------- | --------------------- | --------------------------- | --------------------------- | ------------ |
| 2009 | "Stupid Love Letter" | The Friday Night Boys | Off The Deep End            | Co-write, background vocals | [ 1 ] [ 14 ] |
| 2010 | "Blah Blah Blah"     | Kesha featuring 3OH!3 | Animal                      | Co-write, background vocals | [ 1 ] [ 15 ] |
| 2010 | "Follow Me Down"     | 3OH!3                 | Almost Alice                | Co-write, vocals            | [ 1 ]        |
| 2010 | "Traces"             | Sky Ferreira          | As If!                      | Co-write                    |              |
| 2010 | "What's Urban"       | Wan-Cee               | The Secret Diary of Wan-Cee | Vocals                      |              |

### Vídeos musicales
| Título                  | Año  | Director(es     | Artista          |
| ----------------------- | ---- | --------------- | ---------------- |
| "Derek" (Streets Remix) | 2007 | Mike Skinner    | Neon Hitch       |
| "What's Urban"          | 2009 | Desconocido     | Wan-Cee          |
| "Take it Off"           | 2010 | SKINNY          | Kesha            |
| "Get Over U"            | 2011 | Jason Bergh     | Neon Hitch       |
| "Ass Back Home"         | 2011 | Dugan O'Neal    | Gym Class Heroes |
| "Fuck U Betta"          | 2012 | Chris Applebaum | Neon Hitch       |
| "Gold" (Lyric Video)    | 2012 | PotsNPans       | Neon Hitch       |
| "Pink Fields"           | 2013 | PotsNPans       | Neon Hitch       |
| "Midnight Sun"          | 2013 | PotsNPans       | Neon Hitch       |